# Heliconius sanguinea
Heliconius sanguinea är en fjärilsart som beskrevs av Otto Staudinger 1894. Heliconius sanguinea ingår i släktet Heliconius och familjen praktfjärilar. Inga underarter finns listade i Catalogue of Life.